# Asthenargellus meneghettii
Asthenargellus meneghettii là một loài nhện trong họ Linyphiidae.
Loài này thuộc chi Asthenargellus. Asthenargellus meneghettii được Lodovico di Caporiacco miêu tả năm 1949.